# محمد المختار المهدي
الشيخ الدكتور محمد المختار محمد المهدي أستاذ الدراسات العليا بكلية الدراسات الإسلامية والعربية للبنين بجامعة الأزهر في مصر وعضو مجمع البحوث الإسلامية بالأزهر وعضو هيئة كبار علماء الأزهر والإمام السابق للجمعية الشرعية لتعاون العاملين بالكتاب والسنة المحمدية رئيس لجنة القرآن وعلومه والإعجاز العلمي بالمجلس الأعلى للشئون الإسلامية. ولد في 23 صفر 1358 هـ الموافق 13 أبريل 1939 بتصفا مركز كفر شكر بمحافظة القليوبية.
من أبرز أعماله إصدار وتحرير مجلة التبيان وتطوير معاهد إعداد الدعاة للدارسين والدارسات واختيار مناهجها واعتمادها من وزارة الأوقاف وإطلاق نشاط الجمعية داخل مصر وخارجها عن طريق المجلس الإسلامي العالمي للدعوة والاغاثة. تولى إمامة الجمعية خلفاً لأخيه الدكتور فؤاد علي مخيمر.

## مراحل التعليم
- التحق بمعهد الزقازيق الديني سنة 1951م وحصل منه على الابتدائية سنة 1955م، والثانوية سنة 1960م
- التحق بكلية اللغة العربية بالقاهرة سنة 1960 م، وحصل منها على الشهادة العالية (الليسانس) سنة 1965م بتقدير (جيد جداً مع مرتبة الشرف) وشهادة التخصص (الماجستير) في اللغويات سنة 1971م بتقدير جيد جداً وشهادة العالمية (الدكتوراه) سنة 1976م مع مرتبة الشرف الأولى والتوصية بطبع الرسالة على نفقة الجامعة وتبادلها مع الجامعات الأخرى

## التدرج الوظيفي
- مصحح لغة عربية بصحيفة الأخبار المصرية من سنة 1963م إلى سنة 1966م
- أمين عام المكتب الفني للنشر والصحافة بالجامعة الإسلامية بليبيا من سنة 1966م إلى سنة 1969م
- مشرف عام على تحرير مجلة الهدى الإسلامي بليبيا في هذه الفترة
- مراجع بصحيفة الأهرام من سنة 1970م إلى سنة 1975م
- مستشار صحفي لوزير شئون الأزهر بالمكتب الفني للوزير سنة 1974م
- معيد ومدرس مساعد بكلية اللغة العربية بأسيوط من سنة 1975م
- مدرس بكلية الدراسات الإسلامية والعربية، وأستاذ مساعد من سنة 1976م
- رئيس قسم اللغة العربية وآدابها بالكلية من سنة 1983م
- أستاذ مساعد وأستاذ مشارك بجامعة أم القرى بمكة من سنة 1979م إلى سنة 1982، ومن سنة 1987م إلى سنة 1992م
- أستاذ بكلية اللغة العربية بالجامعة الإسلامية بالمدينة المنورة سنة 1996م

## أنشطة خارج الوظيفة
- عضو في نقابة الصحفيين من سنة 1972م إلى الآن
- عضو في هيئة كبار علماء الجمعية الشرعية وأمين عام مجلس الإدارة ورئيس لجنة الإشراف على معاهد إعداد الدعاة من سنة 1985م
- عضو في لجنة تقنين الشريعة الإسلامية بمجلس الشعب المصري سنة 1978م
- خبير وباحث بمكتب فضيلة شيخ الأزهر سنة 1979م
- عضو بلجنة اختيار قراء التلفزيون المصري سنة 1984م
- مشارك في جميع البرامج الدينية بالإذاعات المسموعة والمرئية بمصر والدول العربية بقنواتها المختلفة من سنة 1976م
- رئيس تحرير والمشرف العام على مجلة التبيان من سنة 1994م حتى وفاته
- الرئيس العام للجمعيات الشرعية في مصر ورئيس هيئة كبار علمائها من إبريل سنة 2002م حتى وفاته
- عضو مجمع البحوث الإسلامية بالأزهر من يناير 2007م حتى وفاته
- عضو بهيئة كبار علماء الأزهر 2012م
- عضو مؤسس للاتحاد العالمي لعلماء المسلمين منذ سنة 2004م وعضو لجنة الأمناء
- عضو مجلس إدارة الجمعية الإسلامية العالمية للصحة النفسية
- مستشار لغوى بمحكمة النقض من سنة 1983 حتى 2012
- عضو مجلس الأمناء بالاتحاد العالمي لعلماء المسلمين من سنة 2010م
- رئيس لجنة المتابعة بمجمع البحوث الإسلامية 2011م

## بحوث تخصصية
- أساليب التوكيد في النحو العربي – رسالة ماجستير – مطبوع
- أسماء المعاني (صيغها وعملها وأنواعها واستعمالاتها) في القرآن الكريم – رسالة دكتوراه طبع منه الجزء الأول
- النحو الميسر – 4 أجزء - مطبوع
- الصرف الميسر -3 أجزاء - مطبوع
- دراسات عربية في تراثنا الأصيل - مطبوع
- اسم المصدر بين أقوال النحاة واستعمال القرآن الكريم - مطبوع
- تحقيقات وتنبيهات حول التعدي واللزوم - مطبوع
- حروف الجر بين التناوب والتأويل - مطبوع
- تحويل صيغة الفعل الثلاثي وأثره في المعنى والعمل - مطبوع
- دقائق التصريف: منهجه ومصطلحاته وكيف نفيد منها - مطبوع
- الأحرف والقراءات القرآنية في ضوء الدرس اللغوي - مطبوع
- «أم» واستعمالاتها في اللغة العربية - مطبوع
- الوقف اللازم والممنوع بين النحاة والقراء - مطبوع
- أثر الدرس اللغوي في فهم النص الشرعي - مطبوع
- تقعيد النحو بين الشعر العربي والنص القرآني - مطبوع

## كتب دعوية
1. فقه العبادات (تلخيص الدين الخالص للامام السبكى رحمه الله) – مطبوع
2. سهم الغارمين وأثره في حل مشكلات المجتمع (نظرات معاصرة)
3. حقوق الإنسان في شريعة الإسلام- مطبوع
4. الأسرة في ميزان الإسلام - مطبوع
5. الحج مناسك ومنافع - مطبوع
6. حقائق قرآنية وردود على الشبهات - مطبوع
7. في مواكبة الأحداث - مطبوع
8. دروس وعبر من سيرة خير البشر - مطبوع
9. إجابات شافية على أسئلة حائرة – جزءان – مطبوع
10. منهج الجمعية الشرعية بين التأصيل الشرعي والتطبيق العملي – مطبوع
11. الرؤية الإسلامية في مواجهة مرض الإيدز – مطبوع
12. جهود الامام أبى حنيفة في الدعوة
13. القصة والأمثال في القرآن زاد للدعاة
14. تيسير معانى القرآن في أجزائه الثلاثين

تحت الطبع:
- الجزء الثاني من أسماء المعاني وصيغها وأنواعها واستعمالاتها في القرآن الكريم
- التفسير الدعوى من خلال التحليل اللغوى
- الخطب المنبرية الهادفة - في نور التلاوة
- من حصاد الفكر الدعوى في الصحافة

تسجيلات دعوية:
- التفسير الدعوى للقرآن الكريم
- خطب منبرية – أكثر من 2000
- تقدمة التلاوة في الإذاعة – أكثر من 400

## محاضرات وندوات ومؤتمرات علمية وإغاثية خارج مصر
1. المملكة الليبية (البيضاء): أمين المكتب الفني للنشر والصحافة والدعوة بجامعة محمد بن علي السنوسي من أغسطس 1966م إلى أكتوبر 1969م
2. الولايات المتحدة الأمريكية (نيويورك): محاضرات في شهرى مايو ويونيو عام 2004م وفي شهرى أكتوبر ونوفمبر عام 2004م
3. المملكة المتحدة (لندن) في شهر يوليو عام 2004م: إنشاء الاتحاد العالمي لعلماء المسلمين
4. جمهورية التشيك (براغ-جامعة برنو): محاضرات في شهر يوليو عام 2006م
5. جمهورية ماليزيا (كوالالمبور): مؤتمر علمى لرابطة خريجى الأزهر في شهر فبراير 2008م
6. جمهورية اندونيسيا (جاكرتا): مؤتمر الندوة العالمية للشباب في شهر أكتوبر 2010م
7. الجمهورية التركية (استانبول): مؤتمر الاتحاد العالمي لعلماء المسلمين في شهرى يونيو ويوليو عام 2010م
8. جمهورية طاجيكستان (دوشمبة): مؤتمر علمى حول أبى حنيفة في شهر أكتوبر 2009م
9. الجمهورية الجزائرية (الجزائر – وجولة في الولايات): محاضرات ومؤتمر القدس في يونيو 2003م، مارس 2007م، ويونيو 2008م
10. دولة الكويت (الكويت): مؤتمر المجلس الإسلامي العالمي للدعوة والإغاثة في شهر أغسطس 2006م
11. المملكة الأردنية (عمان): اجتماع مجلس أمناء المجلس الإسلامي العالمي للدعوة والإغاثة في شهر سبتمبر 2006م
12. جمهورية لبنان (بيروت): مؤتمر القدس في شهر يناير 2010م
13. جمهورية السودان (الخرطوم):

مؤتمر منظمة الدعوة الإسلامية: 	ندوات في جامعة أفريقيا من شهر نوفمبر 2006م عن رموز التواصل الإسلامي الافريقى الأوائل: اجتماع أمناء منظمة الدعوة الإسلامية: المؤتمر العالمي للقرآن الكريم ودوره في بناء الحضارة الإنسانية بمناسبة مرور أربعة عشر قرنا ميلاديا على نزوله 2011 م
1. جمهورية اليمن (صنعاء): محاضرات وندوات بقناة الايمان في شهر سبتمبر 2008م
2. المملكة العربية السعودية (مكة): للتدريس بجامعة أم القرى من 1979-1982م ومن 1987-1992م
3. المملكة العربية السعودية (المدينة): للتدريس بالجامعة الإسلامية من 1997-1998م
4. المملكة العربية السعودية (الرياض): لتسلم جائزة الملك فيصل العالمية لخدمة الإسلام في شهر مارس 2009م
5. المملكة العربية السعودية (جدة): مؤتمر الهيئة العالمية لتحفيظ القرآن في شهر يونيو 2010م
6. المملكة العربية السعودية (مكة): مؤتمر رابطة العالم الإسلامي في شهر ديسمبر 2007م
7. المملكة العربية السعودية (مكة): مؤتمر وزارة الحج وبحث عن صحة الأبدان في ديسمبر 2009م
8. دولة قطر (الدوحة): الاجتماع الثالث لمجلس أمناء الاتحاد العالمي لعلماء المسلمين في ديسمبر 2011 م
9. دولة قطر (الدوحة): الاجتماع الرابع لمجلس أمناء الاتحاد العالمي لعلماء المسلمين في ديسمبر 2012 م
10. جمهورية كازخستان: مجلس أمناء الجامعة المصرية الكازخانية الإسلامية في نوفمبر 2012 م

## وفاته
توفي بعد صراع مع المرض بإحدى المستشفيات فجر الأحد 5 جمادى الأولى 1437 هـ الموافق 14 فبراير 2016م وشيعت جنازته من مسجد المصطفى ودفن بمقابر الأسرة ب 15 مايو.